# 蓬和马赖
蓬和马赖（法語：Ponts-et-Marais，法語發音：[pɔ̃ e maʁɛ]）是法国滨海塞纳省的一个市镇，属于迪耶普区。该市镇于1820年以前由原市镇蓬村（Ponts）和马赖诺尔芒（Marais-Normand）合并而成。

## 地理
蓬和马赖（50°2'38"N, 1°26'44"E）面积5.9 平方千米，位于法国诺曼底大区滨海塞纳省，该省份为法国北部沿海省份，其西部及北部濒大西洋英吉利海峡，东起顺时针与索姆省、瓦兹省、厄尔省和卡爾瓦多斯省接壤。
与蓬和马赖接壤的市镇（或旧市镇、城区）包括：布雷勒河畔布万库尔、厄镇、安什维尔、乌斯特马雷、圣康坦-拉莫特-克鲁瓦欧巴伊。
蓬和马赖的时区为UTC+01:00、UTC+02:00（夏令时）。

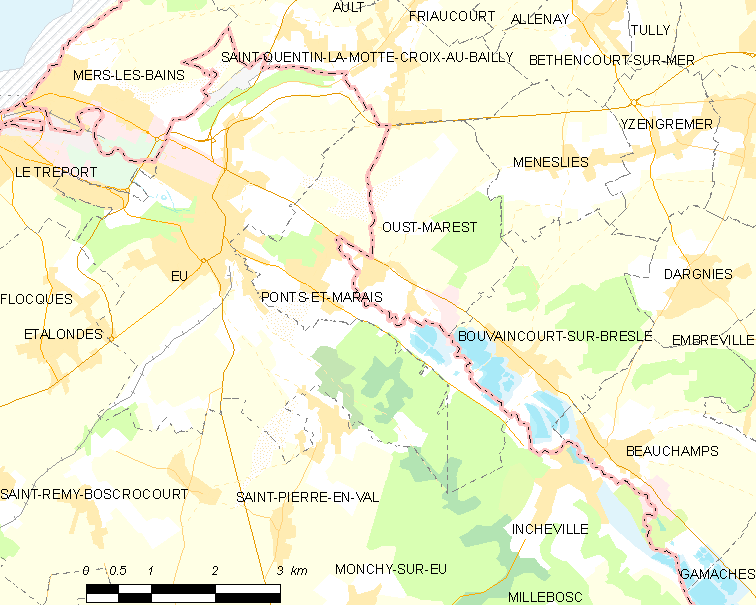
蓬和马赖的OSM定位图

## 行政
蓬和马赖的邮政编码为76260，INSEE市镇编码为76507。

## 政治
蓬和马赖所属的省级选区为厄镇县。

## 人口

1962-2008年间蓬和马赖人口变化图示

蓬和马赖于2022年1月1日时的人口数量为801人。